# Foxy Grandpa and Polly in a Little Hilarity
Foxy Grandpa and Polly in a Little Hilarity je americký němý film z roku 1902. Film trvá necelou jednu minutu.
Foxy Grandpa byl americký komiksový strip, který vytvořil Carl E. Schultze, kreslící pod pseudonymem Bunny.

## Děj
Foxy Grandpa a Polly předvádějí na malém pódiu tanec ve stylu vaudeville v rytmu připomínajícím ragtime.